# 佐藤アサト
佐藤 アサト（さとう アサト、1973年8月26日 - ）は、日本のナレーター、男性声優、青二プロダクション所属。
静岡県沼津市出身、神奈川県鎌倉市育ち。本名及び旧芸名は佐藤 朝問。2010年6月より、カタカナ表記に改名。血液型B型。大型自動二輪車免許取得。

## 来歴
生まれは静岡県沼津市、幼少期は横浜市で過ごし、小学校から鎌倉市で育つ。父親の転勤で、高校時代はワシントン州レドモンドで過ごす。
駒澤大学文学部歴史学科日本史学専攻卒業。大学卒業後、広告代理店に新卒入社、転職を経ながら、マスコミ関連職に4年勤務。
1999年、俳協ボイスアクターズスタジオ16期生。
2013年、俳協から青二プロダクション移籍。

## エピソード
- 広告代理店営業、レコードレーベル宣伝、有線放送販売促進のキャリアを積んできている。[2]

- ハードロック/ヘヴィメタルを紹介する音楽情報系専門月刊誌BURRN!の公式サイト、BURRN!ONLINEにて、コラムを寄稿していた。[3]

## 主な番組

### ラジオDJ
- オートバックス・ラウンド・パー・30ミニッツ（Fm yokohama）
- CINEMA TRAX（WOWOW） BSデジタル音声放送
- Icefish Radio（@NetHome） インターネットラジオ

### テレビナレーション

#### 地上波
NHK
- BSハイビジョン プレマップ
- 歴史のへ～、ほ～ あなたの常識が変わります!

日本テレビ
- 一億総クリエーター化計画 NEO芸術バラエティ 俺ジナルアートだぜ!
- 神の雫前話ダイジェスト
- カミングダウト
- ぐるぐるナインティナイン
- 第29回 24時間テレビ 「愛は地球を救う」『高校生ダンス甲子園』ステージナレーション
- 大ヒット御礼！映画『怪物くん』クリスマスナイト
- 探偵学園Q前話ダイジェスト
- 熱血職人の技術の祭典 ビックリしちゃった新記録
- PON!連休･祝日企画「衝撃映像特集」
- 真夏のEXILE/最熱！深夜ドラマ
- まだまだ間に合う！『東京バンドワゴン』に滑り込め！！
- ものまねバトル

TBS
- あざーっす!
- 芸人記者vs超犯罪現場 体当たりスクープSP
- 5分で解けるトリックストーリー
- 侍MLB〜ハイライト〜
- 史上空前!! 笑いの祭典 ザ・ドリームマッチ
- 賞品争奪！横取りエンターテイメント家族クイズ
- 深夜の星 超仮説Xリーグ
- The Champion
- 炎の体育会TV特別企画　中田英寿×ジーコ
- むちゃぶり!
- リシリな夜
- リンカーン

フジテレビ
- アイドリング!!! (地上波)
- アイドリング!!!日記
- あなたの知らないお仕事MAP！
- アバケン（再放送回）
- 映画『アンダルシア 女神の報復』公開記念『外交官 黒田康作』総集編
- エチカの鏡〜ココロにキクTV〜
- オモクリ監督 〜O-Creator's TV show〜
- 『外交官 黒田康作』〜ダイジェスト〜
- 金曜プレステージ
- 世界スプリントスピードスケート選手権大会
- 世界HOTジャーナル
- チャンネルα 『踊る大捜査線』
- 日本列島ボウリング頂上決定戦2012 〜BOWLING ナンバー1はどの都道府県だ！？〜直前SP
- 日本列島ボウリング頂上決定戦2012 〜BOWLING ナンバー1はどの都道府県だ！？〜
- ネプリーグ (深夜時代)
- バレーボール・ワールドグランプリ
- ぶっちゃけ告白TV！カミングアウト！
- プンスカプン
- 細木数子の人生ダメだし道場
- ワカモノガタリ

テレビ朝日
- グッド!モーニング特別企画「大島優子の電撃卒業…秋元康が舞台裏告白」
- ストリートファイターズ
- SMAPがんばりますっ!!

テレビ東京
- IRリポート
- アテネオリンピック
- えびChanZOO
- エンタメ通信
- オニ発注
- 鬼が笑う！おもてなし最前線
- おねだりの達人 (自称)
- 音風♪
- 鏡リュウジのフォーチュンパワー
- 『劇場版 NARUTO -ナルト- 疾風伝 火の意志を継ぐ者』連載10周年記念公開スペシャル
- 『劇場版 NARUTO -ナルト- 疾風伝 ザ・ロストタワー』チビッコ忍者 特別任務だってばよ!
- 『NARUTO』アニメ10周年記念！最新情報SP　相内アナにS級任務！
- ザ・ドキュメンタリー「崖っぷちを生きる 巨人・矢野謙次　密着1000日」
- 『少年メリケンサック』『激情版 エリートヤンキー三郎』公開直前スペシャル
- 全日本大学女子選抜駅伝競走大会
- 第20回ビーチバレージャパン&テレビ東京マーメイドカップ
- 着信××
- TVチャンピオンR
- 土曜スペシャル「関東ぐるり８００キロ！紅葉の露天風呂スタンプラリー」
- ドラまにあ〜韓国☆海外ドラマ 攻略SP〜
- ナルト力
- 2012年！エンタメ先取りコンシェルジュ
- ぶらーりゴルフ〜女だらけの気ままゴルフ旅〜
- BREAKTHROUGH〜限界突破に挑むアスリートたち〜
- 木曜洋画劇場
- 映画『モテキ』公開直前！コレを見れば“モテキ”の全てがわかるSP
- ヤンヤンJUMP
- ランチチャンネル
- レディス4
- ロンドンオリンピック2012中継
- 論文！ザ・ワールド
- ワールドビジネスサテライト

その他
- 関西アイドリング!!!（関西テレビ）
- ケンコバのMusic Company（毎日放送）
- 戦国鍋TV 〜なんとなく歴史が学べる映像〜（テレビ神奈川）ほか
- チーム・バチスタ3 アリアドネの弾丸 玉ちゃん刑事の極秘情報全部しゃべりまスペシャル（関西テレビ）
- チーム・バチスタ3 アリアドネの弾丸 最終章突入スペシャル 10話押しブームアップ（関西テレビ）
- 艶々ナイト（テレビ埼玉）
- 中川家・フットボールアワーのMusic Company（毎日放送）
- ひらめき体感バラエティ バカもうけ!?の王様（テレビ愛媛）
- 解決！ブラックジャッジ（関西テレビ）
- ポール・マッカートニーのすべて（テレビ大阪）
- music channel Hz（毎日放送・スペースシャワーTV）
- 楽天Presentsねっとれウォッチ！（TOKYO MX）

#### BS・CS
- 緊急特番！アニメ『X-MEN』のすべて！：（アニマックス）
- 『宇宙兄弟』『プラネテス』放送記念 宇宙アニメ特集：（アニマックス）
- エンタマックスDX：（AXN）
- 年忘れ番宣部長SP 〜今宵、私は宴会部長〜：（AT-X）
- ワールドスポーツMLB：（ NHK BS1）
- 月間ラインナップ：（Mnet）
- 古家正亨のMusic Files：（Mnet）
- Mnetが行く：（Mnet）
- BENNIE K SPECIAL ザ・ベニーケー・ショウ〜打ち上がり編〜：（MTV）
- 辻調の楽しい食卓：（大人の趣味と生活向上◆アクトオンTV）
- デジタル一眼レフ 自然を撮るテクニック入門：（大人の趣味と生活向上◆アクトオンTV）
- 週刊シネマハンター：（カミングスーンTV）
- 香港銀幕天国：（カミングスーンTV）
- UKフットボールニュース：（GAORA）
- サイエンス・チャンネル・フラッシュ：（サイエンスチャンネル）
- J:COM旗争奪 少年野球大会（実況ナレーション）：（J:COM）
- 湘南住まいる：（J:COM 横浜）
- 横濱中華街 新!中華街発見伝：（J:COM 横浜）
- みんなでJUMP！第10回大縄跳び「チームジャンプ大会」：（J:COM 横浜）
- FISワールドカップアルペンスキー：（J SPORTS）
- 鬼平犯科帳：（時代劇専門チャンネル）
- 次郎長三国志：（時代劇専門チャンネル）
- DAIHATSU GAMES 2001：（sky-A）
  - 「バイシクルクラブカップ 2001」
  - 「モーレーボディボードB.Bフリッパーカップ 2001」
  - 「サーフィンライフカップ 2001」
  - 「場さーカップU.S.オープンチャレンジ 2001」
  - 「スノースタイルカップ 2001」（各大会実況ナレーション）
- TOKYO IDOL FESTIVAL 2010 @Shinagawa：（スカチャン）
- SUPER INDEX：（スーパー!ドラマTV）
- 『CHUCK』カミングスーン特番：（スーパー!ドラマTV）
- 『1分でわかるホラー＆スリラーの見方』：（スター・チャンネル）
- 『トロン: レガシー』3DAYS ヒントを探せ!：（スター・チャンネル）
- マンスリー・リクエスト：（スター・チャンネル）
- 劇場新作『アベンジャーズ』公開記念特番：（スター・チャンネル）
- 無料放送『ダークナイト ライジング』特番：（スター・チャンネル）
- 月刊スペシャる：（スペースシャワーTV）
- ローカリズム：（スペースシャワーTV）
- hide-DIVE into roots-20th anniversary SPECIAL：（スペースシャワーTV）
- SHINeeスペシャル ─Boys Meet U─前編/後編：（100%ヒッツ!スペースシャワーTVプラス）
- Berryz工房9周年！アジアンセレブレイション Part1：（100%ヒッツ!スペースシャワーTVプラス）
- MUTV：（スポーツ・アイ ESPN）
- 駅弁女王と行く!全国鉄道グルメの旅：（旅チャンネル）
- まだ見ぬスペイン 古の都巡り8000キロ：（旅チャンネル）
- イタリア・一度は行きたい街巡り：（旅チャンネル）
- ふたりで巡るプレミアム・ソウル：（旅チャンネル）
- 髙嶋政宏の旅番長：（旅チャンネル）
- 新水滸伝特番：(チャンネル銀河)
- 『許されざる者』公開記念特番：(チャンネルNECO)
- ラグナロクオンラインを遊んじゃお!：(チャンネルBB)
- エリアトラベラーズ：（釣りビジョン）
- JBエリート5：（釣りビジョン）
- 東京湾スタイル：（釣りビジョン）
- バスGallery　OKAPPARI de BIG BASS：（釣りビジョン）
- 幻のドラマ『同棲時代』発見秘話!：(TBSチャンネル)
- Discovery Navi：（ディスカバリーチャンネル）
- シネマチョップ：（東映チャンネル）
- レッツゴー！仮面ライダーGIRLS：（東映チャンネル）
- レッツゴー！仮面ライダーGIRLS 年末スペシャル：（東映チャンネル）
- レッツゴー！仮面ライダーGIRLS 総集編：（東映チャンネル）
- スーパーヒーローMAXナビ：（東映チャンネル、ファミリー劇場、テレ朝チャンネル）
- 孫のためのJBナイツ：(TwellV)
- パーフェクト・チョイス
- 夢カラオーディション：（パイオニアカラオケチャンネル）
- マリンVSサム〜大海物語スペシャルで勝負だ!コノヤロー!!〜：（パチンコ★パチスロTV!）
- 自転車紀行 チャリ散歩：（BS11）
- 日本ほのぼの散歩：（BS11）
- 大竹まことの金曜オトナイト：（BSジャパン）
- シネマクラッシュ〜映画大好き〜：（BSジャパン）
- 映画『クライマーズ・ハイ』特番：（BSジャパン）
- MADE IN BS JAPAN アジアスキ：（BSジャパン）
- 世界に挑む Global professionals：（BSジャパン）
- 生命保険最前線　もしもの時の新常識！？：（BSジャパン）
- 「臥竜の天 〜伊達政宗 独眼竜と呼ばれた男〜」特番：（BS-TBS）
- 中谷美紀 トルコ紀行 天才建築家シナンが遺した奇跡：（BS日テレ）
- マンスリーラインナップ：（BSフジ）
- BS民放5局共同特別番組 STEP FORWARD 〜前進、その先へ〜 『夢のその先へ 〜新世代ロボットに託した想い〜』：（BSフジ、BSジャパン、BS朝日）
- ファミリー劇場 10周年記念コール：（ファミリー劇場）
- アイドリング!!!：（フジテレビONE）
- 世界環境Day特別企画 ECOアイドリング!!!：（フジテレビONE）
- アイドリング!!! アジア進出記念 台湾密着ングSP：（フジテレビONE）
- 特別企画　ECOアイドリング!!!3：（フジテレビONE）
- アイドリング!!!5期生オーディションに密着ング!!!：（フジテレビONE）
- アイドリング!!!生中継!金環食ング!!!：（フジテレビONE）
- OFJ ARATA：（フジテレビ721）
- ファンタシースターポータブル2 ファン感謝祭2010リトルウィンググランプリ：（フジテレビTWO）
- ニュース速報は流れた：（フジテレビNEXT）
- 月刊アイドリング!!!：（フジテレビNEXT）
- アイドリング!!!11thライブほんとに直前! 過去の名作ライブ振り返っちゃいますング!!!：（フジテレビNEXT）
- インサイド・ホークス〜プロ野球キャンプ情報：（FOX SPORTS ジャパン）
- “大相撲”やっぱり凄いぞ！新春ＳＰ：（ホームドラマチャンネル）
- ウマフェス特番：（MUSIC ON! TV）
- 特番『スカイライン -征服-』：（ムービープラス）
- 『ソウ ザ・ファイナル 3D』徹底解剖：（ムービープラス）
- 特番『デンジャラス・ラン』：（ムービープラス）
- 『第19回 東京国際映画祭』スペシャル：（ムービープラス）
- 『Mr.ビーン カンヌで大迷惑?!』の全て：（ムービープラス）
- 特番『ロック・オブ・エイジズ』：（ムービープラス）
- 速報！第84回アカデミー賞：（ムービープラス）
- 速報！第85回アカデミー賞：（ムービープラス）
- 竹中直人の“映画好きで何が悪い！”：（ムービープラス）
- 小堺一機の『ハリー・ポッター』シリーズ3作品見どころガイド：（ムービープラス）
- 池沢早人師漫画家40周年記念番組 サーキットの狼・supercar evolution 21：（MONDO21）
- 霊能者・宋優子の心霊写真25連発!：（MONDO21）
- 世界最強！トラック野郎決定戦：（MONDO TV）
- RO15：（WOWOW）
- 『オイディプス王』（蜷川幸雄演出、野村萬斎主演）：（WOWOW）
- 『表にでろいっ!』（NODA・MAP番外公演）：（WOWOW）
- ドキドキワクワクぱみゅぱみゅレボリューションランド 2012 in キラキラ武道館：（WOWOW）
- 戦慄のメタル・オールナイト：（WOWOW）
- 特集「吉高由里子が観たい！」：（WOWOW）
- パンクな夜にしやがれ！：（WOWOW）
- ピープ・ショー ボクたち妄想族：（WOWOW）
- ルミネtheよしもと〜ネタ超一流〜：（WOWOW）
- 一万発の銃弾！マカロニ・ウエスタンナイト！：（WOWOW）
- 年輪を刻んだいぶし銀スター！クリント・イーストウッド特集：（WOWOW）
- MUSIC STYLE JAPAN：（WOWOW）
- サッカー王国ブラジルの至宝ネイマール　夢の舞台バルセロナへ：（WOWOW）
- サザンオールスターズ デビュー35周年記念番組『灼熱のマンピー!! G★スポット解禁!!』：（WOWOW）

### CM
- セブン&アイ・ホールディングス　TBSラジオ時報
- マクドナルド　ラジオ時報CM (TOKYO FM)系列他
- ペプシネックス DJ川木田SHOW　FM802『J-HITS TOP 20』

- アイムス
- カラオケバンバン
- 北電子CMサウンドロゴ
- 競馬ラボラジオCM
- スニッカーズ (High Speed Boyzの2ndシングル『LONELY NIGHT』とのコラボレーション)
- コナミCMサウンドロゴ (2008年 - )
- J:COMCMサウンドロゴ (2010年 - 2014年)
- シェイプボクシング2 Wiiでエンジョイダイエット!
- 東京ジョイポリス
- TOHOシネマズ『I LOVE POPCORN』3DデジタルCM。[4]
- ドラムストラック
- 日本釣振興会
- ブロードウェイミュージカル『ピーターパン』
- 三菱自動車 パジェロミニ
- ラングスジャパン
- ロゼッタストーン (企業)
- ブラック・アンド・デッカー
- mu-mo
- ネクソン

### DVD・CD
- アイドリング!!!「ファン様クラブ」会員限定発売DVD
- アイドリング!!!お台場合衆国限定発売DVD
- アイドリング!!! 6thライブ やーっ! おーっ!! ング!!!
- アイドリング!!! 7thライブ 人生=修行ナリング!!!
- アイドリング!!! 8thライブ この気持ちは そうだ あれだ 恋なんでしょうング!!!
- エリサ・アウ監修新世紀王者のスキルアップドリル
- エンジョイダーツ ルール＆テクニック入門
- 恐れを知らぬ川上音二郎一座
- 『外交官 黒田康作』DVD-BOX
- 牙狼＜GARO＞〜MAKAISENKI〜
- 牙狼-GARO- 〜蒼哭ノ魔竜〜
- こどもちゃれんじぽっぷ
- コン・ユ〜Love Song For You〜
- 獣装機攻ダンクーガノヴァ
- スカイライン -征服-
- 戦う司書 The Book of Bantorra
- 丹下左膳余話 百萬両の壺
- ハンサム★スーツ
- 真夜中の弥次さん喜多さんでおなじみヒゲのおいらん
- SUPER☆GiRLS 『EveryBody JUMP!!』収録曲『Welcome to ♥ S☆G Show!! II』
- GENERATIONS from EXILE TRIBE 『GENERATIONS』ドキュメント映像

### OVA
- 戦闘妖精雪風 - 管制塔員

### テレビドラマ
- ドクターX〜外科医・大門未知子〜（2012年10月18日〜テレビ朝日）- タイトルコール
- 外交官 黒田康作（2011年2月3日〜フジテレビ）- タイトルコール、あらすじナレーション
- NCIS 〜ネイビー犯罪捜査班（2010年2月7日〜テレビ東京）- 冒頭ナレーション
- コールドケース 迷宮事件簿 第2シーズン（2010年9月12日〜 テレビ東京）- 冒頭ナレーション
- HERO 特別編（2006年7月3日、フジテレビ）- 通信販売番組のMC
- HERO ドラマレジェンドスペシャル（2009年11月28日、フジテレビ）- 通信販売番組のMC
- ぶるうかなりや（2005年5月22日、WOWOW） - ラジオDJ

### 配信ドラマ
- 仮面ライダーBLACK SUN（2022年10月28日、Amazon Prime Video） - ニュースキャスターの声

### 映画
- ソウ集編 ザ・ファイナル 2D - ナレーション
- ダイナソーDX パタゴニア・巨大恐竜の謎 - 日本語版ナレーション
- HERO (2007年の映画) - 通信販売番組のMC吹き替え
- キラー・エリート- 映画予告ナレーション
- エクスペンダブルズ2- 映画予告ナレーション
- モーターウェイ- 映画予告ナレーション
- ワン・ダイレクション THIS IS US- 映画予告ナレーション
- 殺人漫画- 映画予告ナレーション
- FLU 運命の36時間- 映画予告ナレーション
- アラグレII ROPPONGI v.s. SHIBUYA- 映画予告ナレーション
- 女体銃 ガン・ウーマン／GUN WOMAN- 映画予告ナレーション
- 友よ、さらばと言おう- 映画予告ナレーション
- 劇場版 動物戦隊ジュウオウジャー ドキドキサーカスパニック! - アナウンスの声

### ゲーム
- プロ野球チームをつくろう! - グリーンスタジアム神戸 場内MC
- RAIN WONDER TRIP
- ソリティ馬 - 商品紹介PV：ゲームフリーク
- Halo 4 - sarge、grif、simmonsの3役吹き替え
- Halo 4パロディームービー『Red vs. Blue』 - 「Save The Date (日本語吹替版)」全キャラクター吹き替え
- Halo 4パロディームービー『Red vs. Blue』 - 「Remember To Not Forget (日本語吹替版)」全キャラクター吹き替え
- ORE'N（2025年、死神モート[5]）

### テレビアニメ
- ドラゴンボール超 : DJ 役

### CR・CS
- 『シェイクII』PV：（大都技研）
- 『CR花の慶次〜愛』PV：（ニューギン）
- 『CR GO!GO!郷3 THIRD EVOLUTION』PV：（ニューギン）
- 『サクスロ』PV：（ラスター）
- 『竹中直人のパチスロ太閤記』PV：（ラスター）
- 『ワイルド7』PV：（ラスター）
- 『銀河豪華客船クイーンギャラクシア』PV：（オーイズミ）
- 『パチスロ 009-1』PV：（オーイズミ）
- 『パチスロ QP』PV：（オーイズミ）
- 『CR 幕末英雄伝龍馬』PV：（サンセイアールアンドディ）
- 『CR めぞん一刻〜桜の下で〜』PV：（平和）
- 『CR CYBERブルー』PV：（SANYO）

### その他
- アイドリング!!! 6thライブ やーっ! おーっ!! ング!!!

日比谷野外音楽堂（2009年9月22日、23日）
- アイドリング!!! 9thライブ「ボンノウの数だけ愛がある!お正月eveング!!!」

中野サンプラザ（2010年12月31日）
- アイドリング!!! 「カウントダウンパーティーング!!!2010-2011」

中野サンプラザ（2010年12月31日 - 2011年1月1日）
- アイドリング!!! 11thライブ「めっちゃ近いぞ！ビッグエッグング!!!」

TOKYO DOME CITY HALL（2011年12月4日）
- 歌広インフォメーション：（歌広場）
- 釣りビジョンセレクション：（Yahoo!動画）
- シーエスGyaO 映画興行ランキング『映画BANZKE』：（街頭ビジョン）
- ポッキーRANKINGパラダイス：（オリコン）
- JRAレーシングビュアー：（中央競馬ピーアール・センター）
- ストファイ Hジェネ祭り 07：（会場ナレーション）
- アジアリーグアイスホッケー：（開会ナレーション）
- 就活チャンネル：（マイナビ）
- DUNLOP FALKEN DRIFT FESTIVAL
- 東京ガールズコレクション 2008
- 東京ガールズコレクション×お台場合衆国 2013
- オロナミンCPresents『キモチスイッチプロジェクト』
- 『T:Style』 E-MONOセレクション：（タイトー）
- 葛飾区郷土と天文の博物館
- 川端康成と東山魁夷 -響きあう美の世界-
- 矢島Bee容室：（BeeTV）
- シャ乱Q結成20周年記念フェスティバル
- WOW LIVE! THANKS FOR MUSIC
- アゲパラ for mobile
- ロックの学園2010 『ロックの学園 軽音部』
- TOKYO IDOL FESTIVAL 2010 @Shinagawa

品川ステラボール、よしもとプリンスシアター、品川プリンスホテル （2010年8月7日、8日）
- TOKYO IDOL FESTIVAL 2011 Eco&Smile　各会場ナレーション

よしもとプリンスシアター（2011年8月24日、25日、26日）、青海特設会場（2011年8月27日、28日）
- TOKYO IDOL FESTIVAL 2012　各会場ナレーション

ニコファーレ（2012年5月13日）、前夜祭（2011年8月3日）、青海特設会場（2012年8月4日、5日）
- コン・ユ ファンミーティングin大阪
- SUPER☆GiRLS『超絶少女』DVD付き初回限定盤
- パナソニック『お部屋ジャンプリンク』特別サイト『スミス家はテレビ好き』
- 『ベルセルク 黄金時代篇II ドルドレイ攻略』ナビゲート：（GyaO）
- ヤングアニマルスペシャル付録DVD『ベルセルク 黄金時代篇II ドルドレイ攻略』
- 『でんぱの神神』：（テレ朝動画）